# Savia dictyocarpa
Savia dictyocarpa là một loài thực vật có hoa trong họ Diệp hạ châu, bản địa Brasil. Loài này được Johannes Müller Argoviensis miêu tả khoa học đầu tiên năm 1874.

## Kleinodendron
Chi Kleinodendron được đề xuất năm 1964 để chứa 1 loài cây gỗ là K. riosulense từ bang Santa Catarina, Brasil.
Tuy nhiên, năm 1982 nhà thực vật học Grady Webster lưu ý về sự tương tự của loài cây này với loài S. dictyocarpa từ các bang Rio de Janeiro và São Paulo và coi tất cả ba quần thể này chỉ là một phần của S. dictyocarpa. Kết luận nà sau đó được các tác giả muộn hơn chấp nhận. Chi Savia hiện nay đã được di chuyển từ họ Euphorbiaceae sang họ Phyllanthaceae.